# Война (фильм, 1994)
«Война» (англ. The War) — американский художественный фильм режиссёра Джона Эвнета, вышедший в 1994 году.

## Сюжет
Рассказ ведётся от имени девочки, которая вспоминает своё детство, друзей, младшего брата, отца и мать. Отец после возвращения из Вьетнама в конце 60-х годов подолгу не живёт дома. Времена трудные, работы нет, к тому же у него не всё в порядке с психикой.

## В ролях
| Актёр            | Роль                 |
| ---------------- | -------------------- |
| Кевин Костнер    | Стефен Симмонс       |
| Мэр Уиннингэм    | Лу Симмонс           |
| Элайджа Вуд      | Стю Симмонс          |
| Лекси Рэндалл    | Лидия Джоанн Симмонс |
| ЛаТойя Чишолм    | Элведайн             |
| Кристофер Феннел | Билли Липникки       |
| Дональд Селлерс  | Арлисс Липникки      |
| Леон Силлс       | Лео Липникки         |
| Уилл Уэст        | Лестер Лаккет        |